# Бракер Борис Олександрович
Бори́с Олекса́ндрович Бра́кер (1872—1926) — полковник Армії УНР.

## Життєпис
Народився 1872 року у селі Педашка Костянтиноградського повіту Полтавської губернії. Закінчив Петровський Полтавський кадетський корпус, 1891 року — 1-ше Павлівське військове училище — вийшов підпоручиком до 36-го піхотного Орловського полку.
Брав участь у російсько-японській війні; з 22 квітня 1904 року по 6 червня 1906-го командував ротою у 16-му Східно-Сибірському стрілецькому полку, зазнав поранення та контузії. Отримав звання капітана за бойові заслуги. Після війни повернувся до 36-го Орловського полку. Протягом 1909—1911 років обіймав посаду помічника начальника відділу столоначальника пенсійного відділу Головного штабу. У 1911—1913 роках служив в 36-му полку. З 22 червня 1913-го по 24 червня 1914 року у ранзі підполковника перебував у запасі.
Після початку Першої світової війни знову покликаний до армії; в 1914—1915 роках — штаб-офіцер для доручень інтендантського управління штабу Київської військової округи. Протягом 1915—1917 років — командир батальйону та т. в. о. командира 14-го запасного піхотного полку; останнє звання у російській армії — полковник.
З 5 грудня 1917 року — штаб-старшина для доручень при товариші військового міністра Центральної Ради. Від 12 березня 1918-го — начальник 2-го відділу пенсійної управи Військового міністерства УНР. З 28 листопада 1918 року — помічник начальника пенсійного управління Головного штабу Української Держави. 9 травня 1919-го приділений до головного інтендантського управління Військового міністерства УНР. З 25 лютого 1920-го — штаб-старшина для доручень головного інтендантського управління Військового міністерства УНР; від 19 березня того ж року — начальник нагородно-пенсійного управління головної мобілізаційно-персональної управи Військового міністерства УНР.
1926 року помер та похований у Ченстохові (Польща).